# Tajon Buchanan
Pour les articles homonymes, voir Buchanan.
Tajon Buchanan, né le 8 février 1999 à Brampton en Ontario, au Canada, est un footballeur international canadien qui évolue au poste d'ailier droit au Villarreal CF.

## Biographie

### Jeunesse et formation
Tajon Buchanan passe deux ans à l'Université de Syracuse de 2017 à 2018.

### Revolution de la Nouvelle-Angleterre (2019-2021)
Le 4 janvier 2019, la MLS annonce officiellement que Buchanan a accepté un contrat Génération Adidas,. Il est repêché en neuvième position par le Revolution de la Nouvelle-Angleterre une semaine plus tard lors de la MLS SuperDraft 2019,. Il joue son premier match avec l'équipe première le 9 mars, face au Crew de Columbus, pour sa première apparition dans le championnat de Major League Soccer. Il entre en jeu à la place de Scott Caldwell, lors de cette rencontre perdue par son équipe sur le score de deux buts à zéro,. Le 12 septembre 2020, Buchanan inscrit son premier but, lors d'une rencontre de MLS face au Union de Philadelphie où son équipe s'incline sur le score de deux buts à un,.
Grâce à ses performances, il attire ainsi notamment l'attention du RC Lens, du FC Augsbourg et du Club Bruges au mercato estival,,,. Il remporte le Supporters' Shield avec le Revolution de la Nouvelle-Angleterre en 2021, son équipe établissant même un record pour le nombre de points collectés en saison régulière.

### Club Bruges (2022-2024)
C'est finalement avec le Club Bruges que Buchanan signe le 24 août 2021, rejoignant officiellement sa nouvelle équipe au 1er janvier 2022, au terme de la saison 2021 du Revolution de la Nouvelle-Angleterre. Le transfert s'élève à un montant de sept millions de dollars américains (environ six millions d'euros), le Revolution conservant également 10% des droits pour une éventuelle revente dans le futur.
Il joue son premier match sous ses nouvelles couleurs le 15 janvier 2022, lors d'une rencontre de championnat face au K Saint-Trond VV. Il est titularisé sur l'aile gauche et son équipe l'emporte par deux buts à zéro ce jour-là,. Il inscrit son premier but pour Bruges le 24 avril 2022, lors d'une rencontre de championnat face au Royal Antwerp FC. Titulaire ce jour-là, il donne la victoire à son équipe en inscrivant le seul but de la partie.
Buchanan joue son premier match de Ligue des champions le 4 octobre 2022 contre l'Atlético de Madrid. Il est titularisé et son équipe s'impose par deux buts à zéro.

### Inter Milan (2024-2025)
Au mercato hivernal 2023-2024, il s'engage pour une durée de quatre ans et demi avec l'Inter Milan et devient par la même occasion le premier Canadien en Serie A.

### Prêt puis transfert à Villarreal (depuis 2025)
Le 1er février 2025, l'Inter annonce que Tajon est prêté jusqu'à la fin de la saison au club de Villarreal. Son prêt expirera le 30 juin 2025 et il retournera à l'Inter Milan, où il est sous-contrat jusqu'en 2028. Toutefois, le prêt contient un options d'achat à la fin de celui-ci.

### Carrière internationale
Le 26 février 2020, Buchanan figure sur une liste préliminaire de 50 joueurs pour le tournoi pré-olympique masculin de la CONCACAF 2020 avec les moins de 23 ans. Il est retenu dans la liste finale de vingt joueurs le 10 mars 2021,.
Nommé jeune joueur canadien de l’année en décembre 2020 par Canada Soccer,. Il participe à son premier rassemblement des Rouges en janvier 2021,. Le 29 mai 2021, il est appelé en sélection canadienne pour la première fois par le sélectionneur John Herdman pour participer à deux matchs des éliminatoires de la Coupe du monde 2022, contre Aruba puis face au Suriname,.
Le 5 juin 2021, il honore sa première sélection en tant que titulaire contre Aruba. Lors de ce match, il réalise deux passes décisives pour Lucas Cavallini et Zachary Brault-Guillard. Le match se solde par une large victoire 0-7 des Canadiens.
Le 1er juillet 2021, il est retenu dans la liste des vingt-trois joueurs canadiens sélectionnés par John Herdman pour disputer la Gold Cup 2021.
Le 13 novembre 2022, il est sélectionné par John Herdman pour participer à la Coupe du monde 2022.

## Statistiques

### Statistiques détaillées
| Saison                | Club                   | Championnat           | Championnat | Championnat | Championnat | Coupe(s) nationale(s) | Coupe(s) nationale(s) | Coupe(s) nationale(s) | Compétition(s) continentale(s) | Compétition(s) continentale(s) | Compétition(s) continentale(s) | Compétition(s) continentale(s) | Séries | Séries | Séries | Canada | Canada | Canada | Total | Total | Total |
| Saison                | Club                   | Division              | M.          | B.          | P.d.        | M.                    | B.                    | P.d.                  | Comp.                          | M.                             | B.                             | P.d.                           | M.     | B.     | P.d.   | M.     | B.     | P.d.   | M.    | B.    | P.d.  |
| 2019                  | Revolution de la N.-A. | MLS                   | 10          | 0           | 2           | 1                     | 0                     | 0                     | -                              | -                              | -                              | -                              | 0      | 0      | 0      | -      | -      | -      | 11    | 0     | 2     |
| 2020                  | Revolution de la N.-A. | MLS                   | 23          | 2           | 2           | -                     | -                     | -                     | -                              | -                              | -                              | -                              | 5      | 1      | 1      | -      | -      | -      | 28    | 3     | 3     |
| 2021                  | Revolution de la N.-A. | MLS                   | 27          | 8           | 6           | -                     | -                     | -                     | -                              | -                              | -                              | -                              | 1      | 1      | 0      | 16     | 3      | 5      | 44    | 12    | 11    |
| Sous-total            | Sous-total             | Sous-total            | 60          | 10          | 10          | 1                     | 0                     | 0                     | -                              | -                              | -                              | -                              | 6      | 2      | 1      | 16     | 3      | 5      | 83    | 15    | 16    |
| 2021-2022             | Club Bruges            | Division 1A           | 14          | 1           | 2           | 1                     | 0                     | 0                     | -                              | -                              | -                              | -                              | -      | -      | -      | 8      | 1      | 1      | 23    | 2     | 3     |
| 2022-2023             | Club Bruges            | Division 1A           | 24          | 1           | 2           | 2                     | 0                     | 0                     | C1                             | 6                              | 0                              | 2                              | -      | -      | -      | 9      | 0      | 1      | 41    | 1     | 5     |
| 2023-2024             | Club Bruges            | Division 1A           | 9           | 2           | 1           | -                     | -                     | -                     | C4                             | 8                              | 1                              | 2                              | -      | -      | -      | 2      | 0      | 0      | 19    | 3     | 3     |
| Sous-total            | Sous-total             | Sous-total            | 47          | 4           | 5           | 3                     | 0                     | 0                     | -                              | 14                             | 1                              | 4                              | -      | -      | -      | 19     | 1      | 2      | 83    | 6     | 11    |
| 2023-2024             | Inter Milan            | Serie A               | 10          | 1           | 0           | -                     | -                     | -                     | C1                             | 0                              | 0                              | 0                              | -      | -      | -      | 6      | 0      | 0      | 16    | 1     | 0     |
| 2024-2025             | Inter Milan            | Serie A               | 6           | 0           | 0           | 1                     | 0                     | 0                     | C1                             | 0                              | 0                              | 0                              | -      | -      | -      | 2      | 0      | 0      | 9     | 0     | 0     |
| Sous-total            | Sous-total             | Sous-total            | 16          | 1           | 0           | 1                     | 0                     | 0                     | -                              | -                              | -                              | -                              | -      | -      | -      | 8      | 0      | 0      | 25    | 1     | 0     |
| 2024-2025             | Villarreal CF (prêt)   | Liga                  | 13          | 1           | 2           | -                     | -                     | -                     | -                              | -                              | -                              | -                              | -      | -      | -      | 8      | 4      | 1      | 21    | 5     | 3     |
| 2025-2026             | Villarreal CF          | Liga                  | 1           | 0           | 0           | -                     | -                     | -                     | C1                             | -                              | -                              | -                              | -      | -      | -      | -      | -      | -      | 1     | 0     | 0     |
| Sous-total            | Sous-total             | Sous-total            | 14          | 1           | 2           | -                     | -                     | -                     | -                              | -                              | -                              | -                              | -      | -      | -      | 8      | 4      | 1      | 22    | 5     | 3     |
| Total sur la carrière | Total sur la carrière  | Total sur la carrière | 137         | 16          | 17          | 5                     | 0                     | 0                     | -                              | 14                             | 1                              | 4                              | 6      | 2      | 1      | 51     | 8      | 8      | 213   | 27    | 30    |

## Palmarès

### En club
Revolution de la Nouvelle-Angleterre
- Vainqueur du Supporters' Shield en 2021

 Club Bruges KV
- Champion de Belgique en 2022

 Inter Milan
- Champion d'Italie en 2024

### Distinctions personnelles
- Meilleur jeune joueur de la Gold Cup en 2021
- Membre de l'équipe-type de la Gold Cup en 2021
- Membre de l'équipe-type de la Major League Soccer en 2021